# Stéphane Ruffier
Stéphane Ruffier (* 27. September 1986 in Bayonne) ist ein ehemaliger französischer Fußballtorwart. Er beendete im Januar 2021 seine Spielerkarriere und spielte zuvor in Frankreich für die AS Monaco, die AS Saint-Étienne und für Aviron Bayonnais. Zwischen 2010 und 2015 absolvierte er drei Länderspiele für die französische Fußballnationalmannschaft, mit welcher er an der Weltmeisterschaft 2014 in Brasilien teilgenommen hatte.

## Karriere

### Verein

#### Über Bayonne nach Monaco (1992–2011)
Stéphane Ruffier, der baskischer Abstammung ist und im französischen Baskenland aufwuchs sowie geboren ist, begann im Alter von 6 Jahren in der Fußballsektion von Aviron Bayonnais das Fußballspielen. Anfangs spielte er am Feld die Position eines Stürmers wurde aber im Alter von 8 Jahren von einem Jugendtrainer auf der Fußball-Akademie aufgrund fehlender Torhüter gefragt, ob er die Position des Torwarts versuchen möchte. Die Umschulung ging zügig voran und mit 14 Jahren hatte er ein Probetraining bei HSC Montpellier, konnte dort aber nicht überzeugen. 2001 wurde ein Scout der AS Monaco, Arnold Catalano, der Entdecker von Thierry Henry, auf ihn aufmerksam, und so kam es, dass er dort nach einem Probetraining am 2. August 2002 einen Jugendvertrag bei den Monegassen unterschrieb.
Nach nur einer Saison in der Akademie von Monaco wurde er in die zweite Mannschaft berufen und kam dort zu zehn Einsätzen im Championnat de France Amateur. In der folgenden Saison war er die Nummer eins des Amateur-Teams und brachte es auf 17 Einsätze. Für die Saison 2005/06 wurde Ruffier zu seinem Heimatklub Aviron Bayonnais FC verliehen, um auch Einsätze in einer Profiliga zu erhalten. Ruffier setzte sich auf Anhieb durch und spielte alle 38 Ligaspiele für den Klub aus Aquitanien, konnte aber die Relegation um den Abstieg nicht verhindern und kehrte am Ende der Saison nach Monaco zurück. Am 10. Mai 2006 unterschrieb Stéphane Ruffier seinen ersten Profivertrag bei AS Monaco, der für die drei Jahre bis Juni 2010 gültig war. Er rückte bis zum zweiten Torhüter hinter dem Italiener Flavio Roma auf, kam aber in der Saison 2006/07 zu keinem Einsatz. In der darauf folgenden Saison verletzte sich Roma im dritten Ligaspiel gegen den FC Metz, woraufhin Ruffier in der 58. Minute eingewechselt wurde und seinen ersten Profieinsatz in der Ligue 1 absolvierte.
Die nächsten drei Spiele gegen Sochaux, Le Mans und Lille spielte er die vollen 90 Minuten durch und kam bis zum Ende der Saison auf insgesamt 12 Einsätze für die AS Monaco. Für die Saison 2008/09 wurde Ruffier von Trainer Ricardo Gomes zur Nummer 1 des Teams befördert. Er kam in 36 Spielen zum Einsatz und konnte dabei in elf Spielen ohne Gegentor bleiben. Am Ende der Saison verlängerte er seinen Vertrag bis Juni 2013. 2010 erreichte er mit Monaco das Finale der Coupe de France, scheiterte aber dort an Paris Saint-Germain mit 0:1 nach Verlängerung. Zur Saison 2010/11 wurde er von Trainer Guy Lacombe zum neuen Kapitän der Mannschaft bestimmt; der Verein stieg nach der Saison in die zweitklassige Ligue 2 ab.

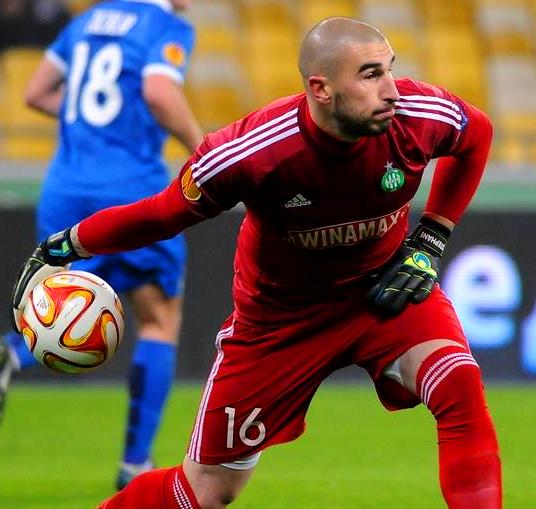
Stéphane Ruffier (2014)

#### Zeit bei der AS Saint-Étienne (2011–2021)
Nach dem Abstieg wechselte Ruffier im Juli 2011 zurück in die Ligue 1 zur AS Saint-Étienne. Erstmals für seinen neuen Verein spielte er am 7. August 2011, dem 1. Spieltag der Saison 2011/12, beim 1:2-Auswärtssieg gegen Girondins Bordeaux. Ruffier war von Beginn an als neuer Stammtorhüter in der Startelf gesetzt und stand bis zu einer Verletzung im Dezember 2016 in jedem Ligaspiel in der Startelf von Saint-Étienne. Ende April 2013 gewann Ruffier im Finale des Ligapokals gegen Stade Rennes seinen ersten Titel als Profifußballer. Im Pokal erreichte er mit der AS Saint-Étienne im Juli 2020 das Finale, welches Paris Saint-Germain allerdings mit 0:1 gewinnen konnte. In seiner Zeit in Saint-Étienne nahm er mit dem Verein viermal an der Endrunde der UEFA Europa League teil und erreichte dabei zweimal die Zwischenrunde. Zur Saison 2020/21 verlor er unter Cheftrainer Claude Puel seinen Stammplatz und nach einem Disziplinarverfahren löste die AS Saint-Étienne den Vertrag mit Ruffier im Januar 2021 auf. Für den Verein absolvierte er in neuneinhalb Jahren insgesamt 383 Pflichtspiele. Wenige Tage später beendete er seine Spielerkarriere und kehrte als Torwart-Trainer zu seinem Jugendverein Aviron Bayonnais zurück.

### Nationalmannschaft
Am 19. August 2008 feierte er im Spiel gegen die slowakische U-21-Auswahl sein Debüt, das Spiel endete 2:2. Er war auch bei zwei Qualifikations-Spielen für die U-21 EM 2009 im Einsatz, verpasste aber mit der Mannschaft den Einzug ins Hauptturnier, da man gegen den späteren Europameister Deutschland ausschied.
Während der Saison 2009/10 erhielt Ruffier viel Lob von den Medien, aber eine Einberufung ins Nationalteam blieb ihm verwehrt. Aufgrund einer Verletzung von Cédric Carrasso, dem dritten Torhüter für die WM 2010, wurde er am 16. Juni 2010 von Teamchef Raymond Domenech für das Turnier nachbestellt. Die FIFA verweigerte aber den Austausch der beiden Spieler. Ruffier selbst war zu diesem Zeitpunkt aber bereits im Training mit der Mannschaft und saß während des Boykotts der Spieler aufgrund der Entlassung von Nicolas Anelka im Team-Bus. Nach dem schlechten Abschneiden und Fehlverhalten der französischen Mannschaft bei der WM wurden 23 Spieler des WM-Kaders vom französischen Fußballverband FFF für mindestens ein Spiel gesperrt. Ruffier war kein offizielles Kadermitglied und entging so dieser Sperre.
Am 5. August 2010 absolvierte Ruffier unter dem neuen Teamchef Laurent Blanc sein Debüt für die französische Nationalmannschaft. Im Spiel gegen Norwegen spielte er durch, konnte aber die 1:2-Niederlage nicht abwenden. Er nahm mit der Nationalmannschaft an der Fußball-Weltmeisterschaft 2014 in Brasilien teil; er kam als Ersatztorhüter hinter Hugo Lloris nicht zum Einsatz.

## Erfolge
- Französischer Ligapokalsieger: 2013 (AS Saint-Étienne)
- Spieler des Monats der Ligue 1: November 2012

## Familie
Sein Vater Jean-François Ruffier ist Weltmeister im Pelota, einem Rückschlagspiel baskischen Ursprungs.